# Langston (Alabama)
Langston – miasto w Stanach Zjednoczonych, w stanie Alabama, w hrabstwie Jackson. W roku 2023 miasto zamieszkiwało 270 osób, a gęstość zaludnienia wynosiła 12,6 osoby/km².